# Franjo Herman
Dr Franjo Herman (Osijek, 14. studenoga 1882. – Zagreb, 7. veljače 1949.) je bio hrvatski svećenik, stručnjak za kanonsko pravo Katoličke crkve. Ovaj je hrvatski znanstvenik bio dugo vremena zaboravljen u hrvatskoj znanosti.

## Životopis
Rodio se 1882. u Osijeku. U Osijeku je pohađao gimnaziju. U Đakovu je studirao bogoslovlje. 1906. se je zaredio za svećenika. U Vinkovcima je bio kapelanom. 1908. je u Beču u Zavod sv. Augustina gdje je doktorirao bogoslovlje. Poslije toga je opet u Hrvatskoj. Opet je kapelanom, ovog puta u Erdeviku. 1909. je dobio namještenje u gimnaziji u Srijemskoj Mitrovici gdje je bio vjeroučiteljem. Jeseni sljedeće godine je premješten u đakovačko Bogoslovsko učilište gdje je predavao kanonsko pravo i dogmatiku. Ondje je ostao 16 godina. Obnašao je razne dužnosti u Đakovačkoj biskupiji: predsjedavao je Ženidbenim sudom, bio je ravnateljem sjemeništa i drugo. 1937./38. je predavao na katedri kanonskog prava na KBF-u predmet crkveno pravo sve do odlaska u mirovnu. Trebao je biti dekanom 1938./39. no zbog bolesti nije preuzeo tu dužnost. Bio je stručnim pravnim savjetnikom Biskupske konferencije u Zagrebu.
Njegovo životno djelo je prijevod na hrvatski jezik Kodeksa kanonskog prava koji je proglašen 27. svibnja 1917. godine a stupio na snagu na Duhove 19. svibnja 1918. godine. Ovaj prvi službeni latinske Crkve predstavlja sabrana iskustva i smjernice crkvenog zakonodavstva tijekom dvije tisuće godina. Herman je ovo djelo prevodio do 1943. godine. Manje dorade i ispravke je činio do 1947. godine. Crkvene su mu vlasti odobrile tiskati taj prijevod 1948., no tiskanje tog djela su onemogućile komunističke vlasti NR Hrvatske. Razlog je bio da se "ne raspolaže potrebnim papirom" da bi se to moglo tiskati. Hermanovo djelo je prvi put tiskano i objavljeno tek 2007. godine.
Iako je u međuvremenu stupio na snagu novi Zakonik kanonskog prava 1983. godine, Hermanov je prijevod značajan jer je bitan za izgradnju hrvatskog kanonsko-pravnog nazivlja.
Osim ovog djela, napisao je mnoštvo znanstvenih članaka, rasprava i prikaza iz crkvenog i civilnog prava.
Poginuo je u prometnoj nesreći u Zagrebu 1949., a pokopan je u Đakovu u obiteljskoj grobnici.